# 東海ラジオ放送

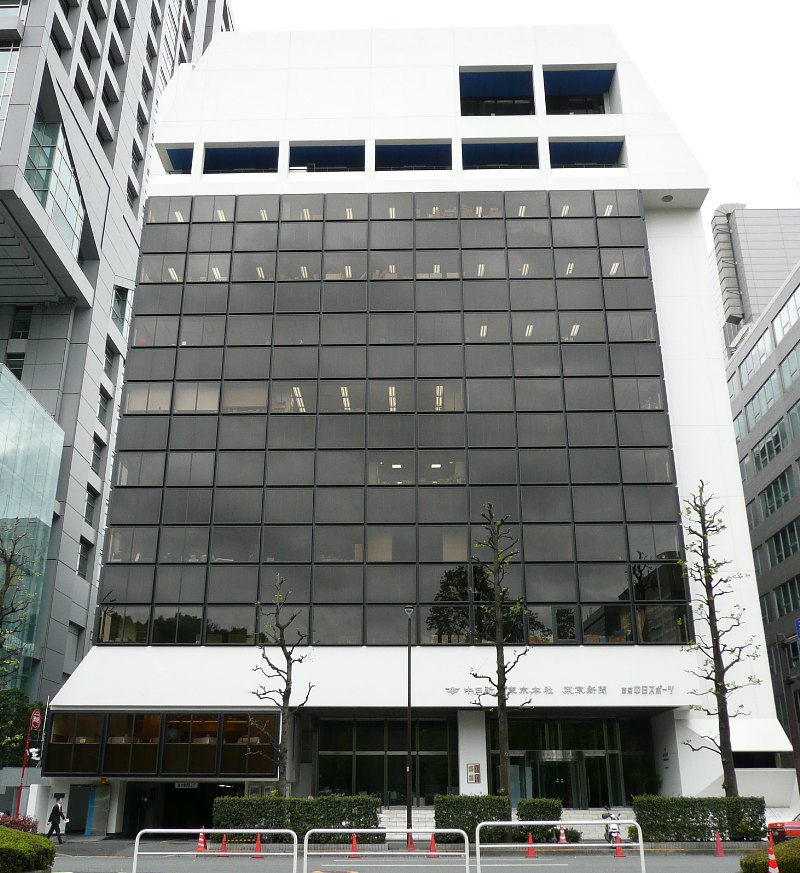
1973(昭和48)年から2021(令和3)年まで東海ラジオ放送東京支社が入居していた日比谷中日ビル。スタジオも完備されていた

東海ラジオ放送株式会社（とうかいラジオほうそう、英称 TOKAI RADIO BROADCASTING. COMPANY LIMITED）は、中京広域圏を放送対象地域とする中波放送（AM放送）事業を行っている特定地上基幹放送事業者である。中日新聞社の関連会社。
愛称はTOKAI RADIO。略称はコールサイン「JOSF」（名古屋 1332kHz）からSF。

## 放送局概要
- 放送時間：2024年（令和6年）7月現在は、4:45を起点とする24時間放送である。毎週日曜深夜=月曜未明の2:15 ｰ 4:45はメンテナンスアワーのため休止。
  - 月曜日（1週間の放送開始アナウンス）以外も4:44 - 4:45に名目上の放送日付切り替えの起終点として各中継局の周波数アナウンスが行われる。
  - 2022年（令和4年）9月までは起終点は5時だった。
  - ただし、『東海ラジオ ガッツナイター』で中日ドラゴンズ戦（原則）のナイター中継が行われる場合（主に明治神宮野球場においての大学野球シーズン中のヤクルト戦[注釈 1]や、主に7月 - 8月に行われる屋外球場[注釈 2]での試合[注釈 3]）、並びにポストシーズン（クライマックスシリーズ、日本選手権シリーズ）に進出した場合、試合が極端に延長した時は放送休止の時間を延期・短縮する場合がある。
  - 2019年度の第2日曜は、通常の休止時間帯に開局60周年記念番組『月イチでらブレイク』を生放送するため、臨時で終夜放送を行った。
- 三重県のラジオ局「ラジオ三重」→「近畿東海放送」と岐阜県のラジオ局「（旧）岐阜放送」→「ラジオ東海」の2社を源流企業とする民放ラジオ局で、1959年（昭和34年）11月20日、両社が合併して本社機能を名古屋市に置く形で設立された。
- 「地域に密着した番組づくり」「暮らしに役立つ番組づくり」を基本コンセプトとし、生ワイド番組を中心とした番組編成を行っている[5]。
- NRN（National Radio Network）の加盟局。
- 開局から2022年9月25日までは「東海ラジオ」が愛称であった。同年9月26日以降、「TOKAI RADIO」に徐々に切り替え、約1年後に完全に移行した[6]。

### 事業所
東京支社：〒107-0052 東京都港区赤坂2丁目13番23号 赤坂MYビル5階
廃止された事業所
- 大阪支社（〒530-0003 大阪府大阪市北区堂島2丁目1番43号 紀陽銀行ビル5階。2021年3月31日をもって廃止。）
- 一宮支局（愛知県一宮市。中日新聞旧一宮支局の建物内に所在していた。）
- 岡崎支局（愛知県岡崎市。2009年頃に廃止。）
- 豊橋支局（愛知県豊橋市。旧・中日新聞豊橋支局（現・豊橋総局）時代に同じ建物内に所在していたが、都合により廃止され、岡崎支局と統合された。）
- 三河支局（愛知県豊橋市堂坂町。2011年（平成23年）頃から2017年（平成29年）頃まで東西三河の拠点として開設していた。2018年（平成30年）頃には名古屋本社内に三河支局が設置されていたが、廃止された。）
- 岐阜支局（岐阜県岐阜市。柳ヶ瀬通1丁目12番地 岐阜中日ビル8階[8]に設置されていたが、経営合理化のために廃止し、東京を除く各地にあった営業部門を名古屋本社に集約した。）
- 三重支局（三重県津市。三重会館5階に所在していたが、廃止された。）
- 四日市市・浜松市（営業所扱い）・静岡市に営業拠点を設けていたが廃止された。

### 歴代社長
1. 1959年（昭和34年）11月 - 1967年（昭和42年）11月 - 安保正敏[9]
2. 1967年（昭和42年）11月 - 1991年（平成3年）6月 - 南正義[9]
3. 1991年（平成3年）6月 - 1997年（平成9年）6月 - 深尾学[9]
4. 1997年（平成9年）6月 - 2003年（平成15年）6月 - 藤井道雄[9]
5. 2003年（平成15年）6月 - 2013年（平成25年）6月[2] - 志村富士夫[9]
6. 2013年（平成25年）6月 - 2021年（令和3年）6月 - 小畑耕一[2]
7. 2021年（令和3年）6月 - 田中康之

### 社史・記念誌
創立40周年・60周年のタイミングでは社史を発行していない。
- 東海ラジオ放送十年史（1969年発行）[10]
- 東海ラジオ放送二十年史（1979年発行、378ページ）
- 東海ラジオ放送三十年史（1989年発行、441ページ）
- 東海ラジオ放送 創立50年のあゆみ（2009年11月20日発行、192ページ）

### 社歌
『東海ラジオ放送の歌』
- 作詞:一般公募
- 補詞（歌詞監修）:野坂昭如
- 作曲:いずみたく

原曲はオーケストラ演奏で、インストゥルメンタルとボニー・ジャックスが歌唱したバージョンが存在する。その他、ジャズアレンジやシンセサイザー演奏（後者はステレオ収録）のバージョンもある。
これらは開局当初から2022年（令和4年）9月まで、伝統的に放送終了時の局名告知においてバージョンを変えながら放送していた。また、上記の放送休止の時間帯においても、試験電波として不定期に放送される他、radikoで放送できない番組（政見放送など）のフィラーとして流れる場合がある。

## 沿革

### 前身会社時代
- 1953年（昭和28年）10月15日 - 株式会社ラジオ三重（RMC）設立[注釈 5][12]。
- 1954年（昭和29年）11月18日 - （旧）岐阜放送株式会社（GHK）設立[注釈 5][注釈 6][13]。
- 1956年（昭和31年）
  - 10月1日 - （旧）岐阜放送株式会社が商号を株式会社ラジオ東海（RTC）に変更[14]。
  - 12月10日 - 株式会社ラジオ三重が商号を近畿東海放送株式会社（KTB）に変更[14]。
- 1958年（昭和33年）2月1日 - 近畿東海放送株式会社と株式会社ラジオ東海が合弁で新東海テレビ放送株式会社（現 東海テレビ放送）を設立[15]。
- 1959年（昭和34年）
  - 2月18日 - 近畿東海放送株式会社及び株式会社ラジオ東海が共同で名古屋市に新ラジオ局の免許を申請[16]。
  - 6月1日 - 郵政省（当時）、現行のラジオ2放送局を廃止することを条件に新局の設置を認可。
  - 6月8日 - 郵政省の意向を受け、近畿東海放送とラジオ東海の両社が緊急役員会を開き、両社の合併を決議し、合併契約書に調印する[16]。
  - 9月26日 - 名古屋局の予備免許取得[注釈 7][17]。

### 東海ラジオ放送時代

#### 1950年代
- 1959年（昭和34年）
  - 11月20日 - 近畿東海放送株式会社及び株式会社ラジオ東海が正式に合併（対等合併）し、『東海ラジオ放送株式会社』となる[17]。（設立準備などを行う事務所が十六銀行名古屋支店内に設置された。近畿東海放送は東海ラジオ三重支局、ラジオ東海は東海ラジオ岐阜支局となり、1960年（昭和35年）3月31日まで、両支局から独自の放送を続ける）
  - 日本消防会館1階に東京支社を設置する。当初は中継機材を支社内に設置したのみでスタジオ機能なしだったが、やはり常設のスタジオが必要となり、後にスタジオを設置する。

#### 1960年代
- 1960年（昭和35年）
  - 3月8日 - 名古屋市中区木挽町（納屋橋東北）にあった岡谷鋼機の建物を借りる形で仮社屋が完成する。
  - 4月1日 - 全国で42番目に開局。周波数1490kc（キロサイクル・kHzと同義）、空中線電力10kW。現在のコールサインJOSFを初めて使用し、東海3県での放送を開始。この日を最後に旧近畿東海放送のコールサインJOXRと旧ラジオ東海のコールサインJOOFを放棄[注釈 8] し独自の放送も取り止める[注釈 9]。
- 1961年（昭和36年）9月1日 - 初代社屋（現在使用されている社屋やテレピアの隣にある建物）の使用を開始する。
- 1962年（昭和37年）
  - 深夜放送を翌日3:00まで延長[18]。
  - 2月10日 - 親局の周波数を1330kcに変更する[19]。
- 1963年（昭和38年）4月1日 - 定時ニュースが、現在も続く体制の50分スタートとなる[20]。
- 1964年（昭和39年）
  - 2月 - 全国初となるスタジオカーを導入する[注釈 10]。
  - 8月1日 - 全国選抜名古屋大花火の第1回大会が矢田川周辺で開催される[21]。
  - 8月17日 - 当時の愛知県警交通情報センターと専用回線を結ぶ[22]。
- 1965年（昭和40年）7月24日 - NRNに正式に加盟する[23]。
- 1966年（昭和41年）
  - 3月19日 - 東海地方初のサテライトスタジオ「栄町サテライトスタジオ」が栄町ビル名店街にオープン（1971年（昭和46年）4月に廃止）[24]。
  - 6月1日 - ニッポン放送・近畿放送（現在のKBS京都）に続く全国3番目となる24時間放送を開始する[24]。
  - 局として初のNRN全国ネット番組『星に唄おう』が放送開始。パーソナリティは荒木一郎。テーマ曲の『空に星があるように』は60万枚を超えるヒットとなった[18][25]。
- 1969年（昭和44年） - 天山北路が芸術祭大賞（プロデューサーに演出者賞、テレビでは該当者なし）を受賞した（このことから名古屋市内のホテルでこのことを祝う式典が行われた）。芸術祭に関しては、1967年（昭和42年）のラジオドラマ『車へ乗った』の奨励賞受賞、1968年（昭和43年）の合唱曲『走れわが心』の奨励賞受賞に続く3年連続での芸術祭での受賞であった。
- 1968年（昭和43年）11月19日 - 『日野ダイナミックスコープ 走れ!歌謡曲』（文化放送製作）放送開始。

#### 1970年代
- 1970年（昭和45年） - サテライトスタジオ「ニッサン栄ギャラリースタジオ」「ユニモールスタジオ」を開設[18]。
- 1971年（昭和46年）12月1日 - 空中線電力を50kWへ増力する[26]（これを記念して同日より高等学校ラジオ作品コンクールが文部省（当時）ほかの後援でスタートする）。
- 1973年（昭和48年） - 芸能人などをメインに迎えて放送した野球中継「東海ラジオ ショーナイター」がスタートする。珍しい放送スタイルであった事から週刊誌などで取り上げられ、全国的に有名になったが番組の構成等に無理があり、翌年に現在主流の放送スタイルに戻る。
- 1974年（昭和49年）4月 - 日比谷中日ビルに東京支社を移転する。
- 1978年（昭和53年）11月23日 - 親局の周波数が1332kHzに変更される[27]。
- 1979年（昭和54年）11月 - 吹上ホールにて中部経済新聞社と共催により『ナゴヤモーターフェスティバル（現・名古屋モーターショー）』が初めて開催される。

#### 1980年代
- 1981年（昭和56年）9月 - ボリショイサーカスを岐阜市民センターで「岐阜公演」として、東海ラジオでは初めて開催する。
- 1982年（昭和57年） - レポートドライバーを8名採用し、『飛び込みマイク』がスタートする。
- 1984年（昭和59年） - 名古屋国際女子マラソンの実況中継を開始[18]。
- 1985年（昭和60年） - 栄・もちの木広場で「歌え!パーソナリティ・アナウンサー大行進」を開催[18]。
- 1988年（昭和63年）12月15日 - 1989年（平成元年）1月12日までの間、名古屋市美術館で東海ラジオでは初めての美術展『エルミタージュ美術館展』を開催する。
- 1989年（平成元年）
  - 8月29日 - この日から1か月ほどにわたり、NHK衛星放送をPRするスポットCMを4番組で放送する。NHKが民放ラジオでPRCMを流すのは初めての試みであり、当時話題になった[28]。
  - 11月22日〜11月23日 - 30周年特別番組『ひと・こころ・ふれあい30時間』を22日12時 - 23日18時まで放送する。

#### 1990年代

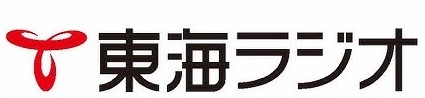
現在使用されている「東海ラジオ」のCI社章・旧対外用ロゴ

- 1990年（平成2年） - CI導入で社章ロゴマークを現在使われているものに変更。併せて新スローガン「聞こえますか、21世紀の夢」を発表。
- 1991年（平成3年） - 局初のサッカー中継として「JSLカップ」を放送。
- 1992年（平成4年）4月4日 - 13時45分〜の『ドラゴンズスペシャル 中日vs大洋 開幕戦』（ナゴヤ球場）からAMステレオ放送を開始。
- 1994年（平成6年）
  - 11月19日 - 創立35周年記念番組『すてきFamilyまつり』（7:00 - 24:00）を名古屋テレビ塔下に設置された特設スタジオ等から行う。
  - 12月18日 - 東海ラジオ放送創立35周年イベント「mamiのRADIかるコミュニケーション10周年 ヴェルデミュージックフェスティバル 小森まなみ『虹を追いかけて…』」が名古屋レインボーホールにて開催される。
- 1996年（平成8年）2月20日 〜 2月23日 - ひろしま国体のスキー競技会（ぎふスズラン国体）が、東海ラジオが運営する鈴蘭高原スキー場で開催される。東海ラジオでは、NTTのデジタル回線を使用し、競技の模様をステレオ放送で放送した。
- 1997年（平成9年）
  - 3月15日 - 3月12日に開場したナゴヤドームで、こけら落としイベントとなるB'zのコンサートを開催する。
  - 4月 - ワイド番組をほぼ総入れ替えする、大規模改編を実施。『かにタク言ったもん勝ち』『聞いてみや〜ち』の放送が始まる。
- 1998年（平成10年）4月13日 - インターネットに公式ホームページを開設する。東海ラジオでは2年前の1996年（平成8年）に星野仙一の事務所とのタイアップ・NTTのURLを使って『東海ラジオ ガッツナイター』のホームページ開設（東海ラジオとしては初めてのHP開設）、1999年（平成11年）にはc.c.chubuのURLを使って名古屋城夏祭り情報を発信した事はあった。

#### 2000年代
- 2001年（平成13年）6月下旬〜7月上旬 - Eメールによるメッセージ受付を順次開始する。
- 2002年（平成14年） - 全国初の試みとして、FOMAを使用したVライブ配信をNTTドコモ東海（当時）と共同で実施する（具体的にはブランニューJ&Aに来たゲストのうち、許可を受けたゲストのミュージックビデオなどを配信する）。
- 2003年（平成15年）4月7日 - 現在の旧社屋の隣地、メルパルク（旧・郵便貯金会館）跡地に東海テレビ放送とともに新社屋竣工。
- 2004年（平成16年）
  - 2月16日 - 新社屋（現社屋）に移転。
  - 11月20日 - 東海ラジオ創立45周年特番「あなたの街にジャンプ」を放送。
- 2005年（平成17年）4月頃 - ホームページリニューアル。また中部テレコミュニケーション協力によりCBCとともにcommuf@（コミュファ）ラジオ内に『ブロードバンド東海ラジオ』を開設。一部番組の音声やオリジナルコンテンツを配信。
- 2008年（平成20年）9月1日 - 他の東海3県下の大手民放ラジオ局とともに緊急地震速報システムの運用・放送を開始する[注釈 11]。
- 2009年（平成21年）
  - 2月5日 - 2010年（平成22年）4月1日に開局50周年を迎えるのに先立ち、東海ラジオと関わりが深いさだまさしが50周年トータルアドバイザーに就任すること、キャッチコピーの『ありがとう50年 ラジオにかえろう』、2009年4月1日 - 2010年4月1日まで行われる開局50周年記念事業の説明などの記者発表が、さだも同席して本社で行われた。
  - 3月31日〜4月13日 - 名鉄名古屋本線を中心に4両2編成で50周年のポスターで彩られた名鉄電車が走る。ポスターには同年4月19日まで締め切りの開局50周年クイズも出題され、正解者の中から抽選で50名に『げんき時計』がプレゼントされた。
  - 4月1日 - 9時よりチケットぴあ特電・東海ラジオHPで開局50周年を記念し、『平日ワイド番組のパーソナリティと東海ラジオジングル』を収録した『げんき時計』を5000個限定で発売開始（同年4月中旬頃からは東海ラジオ事業部での受付を開始し、ぴあで申し込みが行われていた業務が一括された）。同日 18:15 - 20:55までは過去の番組を当時のパーソナリティをゲストに迎えて振り返る特別番組『ありがとう50年 ラジオにかえろう』を放送した。
  - 6月30日 - 中日対阪神（ナゴヤドーム）の試合で、開局50周年を記念し「ガッツナイターまつり」を実施する。来場者2万名にげんき時計が当たる抽選番号が書かれた特製うちわの配布、元中日投手でプロ野球解説者の権藤博の始球式、リスナー100名をパノラマ席に招待するなどの企画が行われた。
  - 9月 - 『堀川・サウンドストーリー』が日本民間放送連盟賞番組部門ラジオエンターテインメント番組最優秀賞を受賞した[29]。
  - 10月21日 - 熱田神宮で50周年開局記念事業のひとつとして、番組収録を兼ねたイベント「さだまさし、もう一つのRADIO DAYS〜未来へつなげたいもの〜」が、さだがパーソナリティ、蟹江篤子がゲスト、源石和輝がアシスタントとして14:30 - 15:30の間行われた。イベントはあくまでもトーク番組であったため、さだは歌わなかった（事前に各番組内で行われたイベント告知でも注意があった）。熱田神宮でこのようなイベントを行うのは非常に珍しいことである。この番組の模様は、同年11月22日15:00 - 16:00に特番として放送された。
  - 11月21日 - 東海ラジオ50周年記念番組「東海ラジオ50周年 パーソナリティー大行進」（13:00 - 16:00）の生放送が、リーフウォーク稲沢で行われる。番組ではパーソナリティ・アナウンサー・レポーターがチームに分かれて戦う企画、福本晋悟（現：毎日放送アナウンサー）が本社から生放送会場まで歩く企画[注釈 12] が行われた。
  - 12月上旬頃 - 通信販売サイト・「東海ラジオ ONLINE SHOP」が開設される。なお東海ラジオでの通信販売事業は、過去に行われていた「かにタクラジオショッピング」（かにタク言ったもん勝ち内）以来となる。

#### 2010年代
- 2010年（平成22年）4月1日 - 2009年（平成21年）4月1日から1年間行われてきた開局50周年事業の集大成となる『花咲かラジオ・東海ラジオ〜素敵な花を咲かせよう〜』[注釈 13] が放送された。
- 2010年（平成22年）11月20日 - 平塚競技場で行われた「2010J1リーグ第31節 湘南対名古屋グランパス」の試合の模様を自社制作により生中継したが、対象チームの鹿島が同時間帯に行っていた試合で引き分けた為、名古屋グランパスがリーグ初優勝となった。なお翌21日には19時 - 20時まで優勝特番を放送した。
- 2011年（平成23年）
  - 3月25日 - CBCラジオ・ぎふチャン・エフエム愛知・ZIP-FM・radio CUBE FM三重と同時に、中京地区でradikoの実用化試験配信を開始[注釈 14][30]。
  - 9月26日 - radiko、実用化試験配信から本配信へ移行。放送局記号は「TOKAIRADIO」（ローマ字で「東海ラジオ」）。
- 2012年（平成24年）
  - 1月頃 - 番組HPを更新作業がしやすく、また一部で導入されていたブログ形式に完全移行するなどホームページを大幅リニューアル。さらにアナウンサーページもブログ形式とし、個々のタイトルの義務化、ブログの定期更新が義務付けられた模様。
  - 5月14日 - AMステレオ放送を終了。ステレオ放送最後の番組は『松原敬生のほりだし歌謡』（深夜2時15分 - 2時25分）だった。radikoでは引き続き、ステレオ音声での配信を行う[31]。
- 2014年（平成26年）
  - 4月1日 - 有料聴取サービス「radiko.jpプレミアム」による全国配信を開始。
  - 2015年（平成27年）4月1日に開局55周年を迎えるのに先立ち、『TOKAI RADIO Go Go!』と題して様々な催し物を行うこととなった。またキャンペーンイメージソングにクリス・ハート「スタートライン」が選ばれた[32]。
  - 4月初旬頃 - 聞いてみや〜ち（当時）を除いたワイド番組[注釈 15]において、ガッツナイター/ガッツナイタースペシャルの中継カード・スポンサー紹介がスタートする[注釈 16]
  - 4月5日 - 『毎月、5日・15日・25日』に東海地方のどこかへ、アナウンサーやレポーターが出かける企画『TOKAIRADIO Go Go! DAY』がスタートする[33][注釈 17]。第1回は愛知県岩倉市。
  - 5月5日 - 『Go Go DAY SPECIAL!!』と題し、「中日ドラゴンズ対読売ジャイアンツ」の試合前（ナゴヤドーム）の始球式に、宮地佑紀生が登場したほか[34]、『ナゴヤドーム放送席で喋れる権利』を賭けた『Go Go 双六』と題したパーソナリティ対抗企画も行われた[35]。
  - 9月14日・9月15日 - 『開局55周年記念イベント TOKAIRADIO Go Go!』が開催（オアシス21銀河の広場）[36]。両日ともにワイド番組の公開生放送や、聴取者参加イベントなどが行われた[注釈 18]。このイベントは翌年から『東海ラジオ大感謝祭』と改称し、毎年9月にオアシス21で開催されている。
  - 10月25日 - 愛知県犬山市の博物館明治村で『東海ラジオ番組パーソナリティが明治村に大集合!』と題したイベントを実施[37]。
- 2015年（平成27年）
  - 7月末 - 『ブロードバンド東海ラジオ』を終了。
  - 10月1日 - CBCラジオと共に9時（JST）からFM放送（FM補完中継局）の放送を開始（92.9MHz）[38][39]。
- 2016年（平成28年）
  - 2月初旬頃 - 次に放送されるワイド番組の告知CM放送が、『宮地佑紀生の聞いてみや〜ち』（当時）を除いた番組でスタートする[注釈 19]。
  - 4月、放送開始から20年目に突入する長寿番組となっている『宮地佑紀生の聞いてみや〜ち』を月曜から木曜（金曜のみ『きくち教児の楽気!DAY』を放送開始）に、『かにタク言ったもん勝ち』を毎週金曜の週1回放送に削減（月曜から木曜まで『タクマのHAPPY TIMES!!』を放送開始）、土曜午前中の『小島一宏 一週間のごぶサタデー』の放送時間を拡大（7時00分から12時00分までに変更）するなど、帯ワイド番組を中心に大幅な改編を実施。
  - 同年4月から2017年3月までの毎偶数月、「TOKAIRADIO×アスナル金山『SHOW-CASE 929』」と題し、アスナル金山で公開イベントを実施[40]。これ以降も聴取率調査週間を中心に定期的にアスナル金山での公開放送を実施している。
    - 第1弾として「東海ラジオ　春“RUN”MAN（爛漫）新番組ダッシュキャンペーン　特別生放送」を4月9日（土）14:00 - 15:00に実施。
    - 第2弾として「聴いて元気週間「ガッツナイター 野球広場 with ヨヂカラ」」を6月11日（土）に実施。
    - 第3弾として「FINE DAYS!『桂三度のホトケの顔も三度まDAY!』公開生放送」を8月13日（土）17:00 - 18:00に実施。
    - 第4弾として「FINE DAYS!『彦摩呂の今日もまんぷく!DAY』vs『笑福亭笑瓶のやっぱええんやDAY!』」の公開生放送を10月2日（日）17:00 - 18:00に実施。
    - 第5弾として「東海ラジオ『聴いて元気週間』ほっと!!ホっと!HOT!!! SKE48♡ねねのカウントダウン3・2・1!!!』公開生放送」を12月10日（土）15:00 - 18:00に実施。
    - 第6弾として「東海ラジオ『出張 音楽博覧会 アスナル金山会場』公開生放送」を2月18日（土）14:00 - 15:30に実施。

  - 6月 - ともに同年4月に番組開始20周年を迎えた『宮地佑紀生の聞いてみや〜ち』と『かにタク言ったもん勝ち』を記念して、クリアファイルを作成・6月11日 - 6月19日までの聞いて元気週間（聴取率調査期間）よりリスナーへのプレゼントを開始した。
  - 6月30日 - 同月27日に『宮地佑紀生の聞いてみや〜ち』の放送中にパーソナリティーの宮地佑紀生が共演者に暴行、警察に逮捕されたため番組打ち切り[41]。後番組決定までの「つなぎ番組」として『ぶっつけワイド』の復刻版を放送。
  - 8月1日 - 『宮地佑紀生の聞いてみや〜ち』の後番組となる『FINE DAYS!』が放送開始。
- 2017年（平成29年）
  - 7月 - セブンイレブンのマルチコピー機・ネットプリント機能を利用し、タイムテーブルの印刷を開始[42]。2面カラーコピーで1枚200円。
  - 10月 - ワイド番組をほぼ総入れ替えする、改編率53%の大規模改編を実施。以降の改編では全曜日を通じてワイド番組の改編が相次いでいる。『矢野きよ実の朝は矢野流』『タクマのHAPPY TIMES!!』『日替わりラジオ コレカラ』『FINE DAYS!』『小島一宏 一週間のごぶサタデー』などが放送終了し、『小島一宏 モーニングッド!』『タクマ・神野のどーゆーふー』『源石和輝 ひるカフェ』『はーさん! ねねの! すんどめ!』などが放送開始。『きくち教児の楽気!DAY』が土曜午前帯の公開生放送としてリニューアルする[43]。
  - 11月 - 秋の番組改編によりリニューアルした平日昼の番組見学を毎週月曜日に開催する[44]。
- 2018年（平成30年）
  - 4月 - ナイターシーズンインに伴う改編（改編率32.1%）。シニア層を主なターゲットとした新プロジェクト「歌謡曲主義」をスタートさせ、土・日曜夕方帯に2時間30分の同名タイトルの歌謡曲番組を新設。土曜午前帯の『きくち教児の楽気!DAY』を2時間に短縮（一般リスナーへの公開生放送を廃止し、抽選によるスタジオ見学方式へ変更）し、『高井一 スイッチ・オン!』『アンダーポイントのまっぴるま!』を日曜日から移動する再編成などを実施[45][46]。
  - 7月 - 昨年11月から行ってきたワイド番組のスタジオ見学第3弾となる、月曜日夕方3ワイド番組（『すんどめ!』『「山浦・深谷のヨヂカラ!』『ドラヂカラ!!』）見学を開始[47]。
  - 9月29日 - この日を”くっつくFM東海ラジオの日”として日本記念日協会により認定される[48]。
  - 10月 - ナイターシーズンオフに伴う改編（改編率38.9%）。これまで録音番組のみであった5時台を含む平日早朝時間帯にワイド番組『安蒜豊三 きょうもよろしく』を新設。歌謡曲番組枠を拡大し平日の深夜26時台に『歌謡曲主義 26時の歌謡曲』の新設。落語番組「なごやか寄席」の復活などの再編成を実施[49]。
  - 12月7日 - 2020年に開局60周年を迎える記念事業の一環として、中日ドラゴンズと翌2019年1月1日からのオフィシャルスポンサー契約を締結。NPBに加盟するプロ野球球団がラジオ局とオフィシャルスポンサー契約を結ぶ事例は初めて[50]で、2020年度にも契約を更新している。
- 2019年（平成31年・令和元年）
  - 4月 - ナイターシーズンインに伴う改編（改編率38.7%）。前年12月に発表された中日ドラゴンズとのオフィシャルスポンサー契約に沿って、平日夕方の生ワイド番組を『大澤広樹のドラゴンズステーション』（ドラステ）に一新した。これに伴って、『東海ラジオ ガッツナイター』は『ドラステ』に内包。『ドラステ』の前番組であった『山浦・深谷のヨヂカラ!』は、放送枠を平日の13:00 - 16:00に移動させたうえで、『山浦!深谷!イチヂカラ!』として再スタートを切った（『はーさん! ねねの! すんどめ!』は放送終了）。また、2020年4月1日に開局60年を迎えることから、2019年4月からの1年を60周年イヤーと位置づけ、「ONLY ONE STATION!」をキャッチコピーとする[51]。
  - 9月22日 - 翌年の開局60周年を記念したイベント「開局60周年記念 東海ラジオ大感謝祭2019」をオアシス21銀河の広場で開催（〜23日）。同日には記念特番として『mamiのRADIかるコミュニケーション』の復活特番も生放送した。
  - 10月 - ナイターシーズンオフに伴う改編（改編率29.7%）。『のりこ＆ねねの日曜も歌謡曲』（旧『松原敬生の日曜も歌謡曲』）を改題し、『歌謡曲主義 ねね・のりこのアオハルみゅ～じっく』としてリニューアル。また、火 - 金曜の20時台帯番組として動画クリエイターとピアニストを揃えた帯番組『クリエイターズ』をスタートさせる[52]。

#### 2020年代
- 2020年（令和2年）
  - 4月 - 東海ラジオが1組のアーティストとその楽曲を年間で応援するプロジェクト『TOKAIRADIO ONE ARTIST』を開始。2020年度はアーティストに青山テルマを選定し、書き下ろしの新曲「daijyobu」がパワープレイ曲として放送され、天気予報や局報BGMとしても使用された[53]。
  - 10月 - ナイターシーズンオフに伴う改編。『山浦ひさし!イチヂカラ!』『源石和輝 ひるカフェ』が終了し、『ドラゴンズステーション』が17:15 - 19:00に移動して、平日昼・夕方のワイド枠を再編。土曜昼放送の『OH! MY CHANNEL!』が平日昼ワイド（12:25 - 15:00）に移動、15:00 - 17:00は『源石和輝! 抽斗（ひきだし）!』がスタート。また、土曜昼ワイド枠（14:00 - 17:00）として『ぜんじろう Radio Show!』がスタート[54]。
- 2021年（令和3年）
  - 1月18日 - 東京支社が東京都港区赤坂2丁目の赤坂MYビルに移転。
  - 3月31日 - 大阪支社と岐阜支局を廃止し、両部門の営業を名古屋の本社に集約。
  - 4月  - ナイターシーズンインに伴う改編。平日深夜に長く放送した。文化放送よりネットしていた『日野ミッドナイトグラフィティ 走れ!歌謡曲』の放送終了に伴い、ニッポン放送制作の『オールナイトニッポン0(ZERO) 』のネットを開始するなど主に深夜帯を中心とした改編（改編率：31.0%）。『ドラゴンズステーション東海ラジオ ガッツナイター応援団』にロックバンドの氣志團が起用された[55]。『TOKAIRADIO ONE ARTIST 2021!』は、ゴスペラーズとなり、楽曲は「I Want You」が選曲された。
  - 10月 - ナイターシーズンオフに伴う改編（改編率19.6%）。45歳～60歳をメインターゲットとした音楽番組として日曜昼ワイド枠（14:00 - 17:00）に『Sound Park Sunday』がスタート[56]。
- 2022年（令和4年）
  - 3月 - ナイターシーズンインに伴う改編。「Change & Charge! TOKAI RADIO! ～Music & Baseball～」をキャッチフレーズに週末ワイドを大幅に改編。『きくち教児の楽気!DAY』『歌謡曲主義 ねね・のりこのアオハルみゅ～じっく』『ぜんじろう Radio Show!』『Sound Park Sunday』など大半の週末ワイド番組が終了し、『歌謡曲主義』が日曜夕方のみに削減。長寿番組の『かにタク言ったもん勝ち』が日曜早朝の15分番組に短縮など。新たに土曜日はRADIO-iなどで活動してきたCocoroの『Weekend Step』（7:00 - 10:00）と『きくち教児の楽気!DAY』でアシスタントを担当した市野瀬瞳の初単独担当番組『Saturday Flavor』（10:00 - 13:55）、さらに『高井一 スイッチ・オン!』の高井一をメインにより東海テレビ放送とのコラボレーションを強化した『ONE STYLE』を開始。日曜日は『Sound Park Sunday』を担当してきた川本えこの『Morning Delight』（7:00 - 10:00）とZIP-FMでも活動する南城大輔の『SUNDAY FUNDAY!』（10:00 - 13:55）を開始。『TOKAIRADIO ONE ARTIST 2021!』は、Penthouseとなり、「流星群」が選曲される[57]。
  - 10月 - プロ野球シーズンの終了に伴う改編（改編率：59%[58]）。『歌謡曲主義』の看板を完全に下ろしたうえで、「オトナのミュージックステーション」を新たな旗印に、「『トーク中心のプログラム』から『トーク&ミュージックプログラム』への転換」という路線を前面に押し出した。2021年から水面下で準備を進めた末の路線変更で、変更を機に「TOUCH YOUR HEART〜TOKAI RADIO」というステーション・メッセージを新たに制定する一方で、平日の帯番組のうち『OH! MY CHANNEL!』以外の番組を9月23日（金曜日）で一斉に終了。9月26日（月曜日）からは、『安蒜豊三　きょうもよろしく』が『first touch』（4:45 - 6:00）、『ドラゴンズステーション』シリーズが『Live Dragons!』（17:15 - 19:00）へ事実上移行したほか、『GRooVE929』（6:30 - 9:00、DJ：DALE）『Paradise』（9:00 - 11:00）『LIFE HACKERS!』（11:00 - 13:00）『bre：eze』（15:00 - 17:00、DJ：IRENE）を新たに編成している。なお、南城大輔を『LIFE HACKERS!』のDJへ起用したことに伴って、改編前まで南城が出演していた『SUNDAY FUNDAY!』では川村茉由を南城の後任DJに迎えた。さらに、土・日曜日の午後には、ナイターシーズンオフ枠の帯番組として『Connect929』（土曜14:00 - 17:00、DJ：平松伴康）と、『Sound Park Sunday』（日曜14:00 - 17:00）を放送。『Sound Park Sunday』では、東海ラジオのアナウンサーにとどまらず、局外からも東海テレビのアナウンサーなどを週替わりでパーソナリティに迎えている[59]。

改編前まで放送されていた帯番組では、『かにタク言ったもん勝ち』の放送枠を、日曜日の19:00 - 20:00へ移動したうえで放送時間を再び拡大。『小島一宏 モーニングッド!』メインパーソナリティの小島一宏は『C.A.M.P.BASKET』（日曜17:00 - 19:00）、『タクマ・神野のどーゆーふー』アシスタントの神野三枝は『Paradise』、『源石和輝!抽斗』パーソナリティの源石和輝は『Music Submarine』（土曜 27:00 - 28:45）のDJへ異動した。
この改編を機に、放送開始の起点を毎朝4:45、天気予報の名称を『WEATHER INFORMATION』、交通情報の名称を『TRAFFIC INFORMATION』『HIGHWAY INFORMATION』に変更。開局以来放送休止の時間帯（クロージング）で実施していた社歌（「東海ラジオの歌」のアレンジバージョン）の放送を9月26日深夜（27日早朝）で終了した一方で、27日以降は放送開始（オープニング）の際に別のBGMを付けるようになった。
- 2023年（令和5年）
  - 3月 - ナイターシーズンインに伴う改編。プロ野球中継では、中日ドラゴンズとのオフィシャルスポンサー契約を更新したことを背景に、中日戦の中継が主体のレギュラー放送と『東海ラジオ ガッツナイター』というタイトルの使用を続けている。ただし、『ドラゴンズステーション』シリーズが前年で終了したことに伴って、火 - 金曜日のナイトゲーム中継を2018年以来5年振りに単独番組として編成。また、2006年・2007年にこの中継の後座番組として放送されていた『ガッツナイタープラス』を、『ガッツナイターplus』というタイトルで15年振りに復活させた。なお、『ガッツナイターplus』は復活前と違って、土・日曜日にも「ナイトゲーム中継における後座番組」や「デーゲーム中継における雨傘番組」として随時放送。その一方で、『Live Dragons!』に「火 - 金曜日のナイトゲーム中継の前座番組」という役割を新たに持たせるとともに、『Connect929』（3月で終了）に出演していた平松を『Live Dragons!』の（スタジオ）DJに起用している。
  - 9月21日 - 『音を拾って～僕らの演奏海～』が2023年日本民間放送連盟賞番組部門ラジオエンターテインメント最優秀賞を受賞した[60][61]。
- 2024年（令和6年）
  - 1月9日 -  CBCラジオと共に、豊橋FM補完中継局（本宮山山頂）の予備免許が交付される[62]。
  - 3月22日 -  CBCラジオと共に、豊橋FM補完中継局の本免許が交付される[63]。
  - 3月25日 - 豊橋FM補完中継局が開局（91.0MHz）[63]。開局を記念して、午後のワイド番組『OH! MY CHANNEL!』では同時に豊橋FM補完中継局を開局したCBCラジオの『北野誠のズバリ』と同時生放送を行った[64]。
  - 7月1日 - FM転換を見据え、AM停波による社会的影響を検証するための総務省による実証実験として、この日から下呂・恵那・上野の各AM中継局を運用休止（当初は2025年1月31日まで）。当該期間内は、親局（名古屋）やFM補完中継局、もしくはradikoでの聴取となる[65][66]。
  - 8月1日 - 上記3中継局に続き、新城・豊橋の各AMラジオ中継局を運用休止（当初は2025年1月31日まで）[65][67]。
- 2025年（令和7年）
  - 1月9日 - 前年より今月31日までの予定で停波中の下呂・恵那・上野・豊橋・新城の各AMラジオ中継局の運用休止を、総務省より前日付けで適用期間延長が認められたことで、2026年9月30日までの延長を発表[68]。
  - 3月 - ナイターシーズンインに伴う改編。放送時間帯を変遷しながら28年の長寿番組となっていた『かにタク言ったもん勝ち』が放送を終了（後継番組としてコンセプトを受け継いだ『タクマの言ったもん勝ち』を日曜20:00-20:30に放送）。『C.A.M.P.BASKET』が『かにタク』終了後の時間帯まで拡大し、日曜17:00-20:00の3時間番組となる。

## 資本構成
企業・団体の名称、個人の肩書は当時のもの。出典：

### 概要
開局の経緯をたどってもわかるとおり、株主の中に岐阜県・三重県が含まれている一方で、愛知県内の中日新聞社系列の主要放送局の中で愛知県が含まれていない。また朝日新聞が含まれている関係からか、朝日年鑑に広告が掲載されていた時期があった。
2004年11月24日、放送局株式の第三者名義による所有問題について、実質所有していた第三者名義の株式を合算すると、中日新聞社の出資比率が9.875%から35.68%になると明らかにした。

### 2016年3月31日
| 資本金 | 発行済株式総数 | 株主数 |
| ------ | -------------- | ------ |
| 4億円  | 800,000株      | 265    |

| 株主       | 株式数    | 比率   |
| ---------- | --------- | ------ |
| 中日新聞社 | 335,450株 | 41.93% |
| 岐阜県     | 042,000株 | 05.25% |

## 周波数
| AM放送        | AM放送             | AM放送  | AM放送      | AM放送                                                                                         | AM放送 |
| 親局          | 呼出符号           | 周波数  | 空中線 電力 | 聴取可能エリア                                                                                 | 備考 |
| ------------- | ------------------ | ------- | ----------- | ---------------------------------------------------------------------------------------------- | --- |
| 名古屋        | JOSF               | 1332kHz | 50kW        | 名古屋市とその周辺都市及び岐阜県と三重県の一部地域                                             | 1992年4月4日 - 2012年5月13日はAMステレオ放送を実施、 翌5月14日より再びモノラル放送となった。                                                 |
| 中継局        | 呼出符号           | 周波数  | 空中線 電力 | 聴取可能エリア                                                                                 | 備考 |
| 恵那          | JOOL（廃止）       | 801kHz  | 100W        | 恵那市を中心とした周辺地域                                                                     | 2024年7月1日より運用休止中（2026年9月30日（予定）まで）                                                                                      |
| 豊橋          | JOSN →JOSM（廃止） | 864kHz  | 100W        | 豊橋市を中心とした周辺地域                                                                     | 2024年8月1日より運用休止中（2026年9月30日（予定）まで）                                                                                      |
| 尾鷲          | JOSM（廃止）       | 1062kHz | 100W        | 尾鷲市の大部分と北牟婁郡紀北町の海岸部                                                         | |
| 新城          |                    | 1332kHz | 100W        | 新城市、豊川市一帯                                                                             | 2024年8月1日より運用休止中（2026年9月30日（予定）まで）                                                                                      |
| 神岡          | JOSS（廃止）       | 1458kHz | 100W        | 飛騨市の一部（旧・吉城郡神岡町域）及び高山市の一部地域                                         | |
| 高山          | JOXE →JOSN（廃止） | 1485kHz | 100W        | 高山市域中心部                                                                                 | |
| 下呂          | JOTM（廃止）       | 1485kHz | 100W        | 下呂市一帯                                                                                     | 2024年7月1日より運用休止中（2026年9月30日（予定）まで）                                                                                      |
| 熊野          |                    | 1485kHz | 100W        | 熊野市の大部分と南牟婁郡御浜町・紀宝町・和歌山県新宮市・東牟婁郡那智勝浦町・太地町の各一部地域 | |
| 上野 （伊賀） | JOXO（廃止）       | 1557kHz | 100W        | 伊賀市を中心とした周辺地域                                                                     | 2024年7月1日より運用休止中（2026年9月30日（予定）まで）                                                                                      |
| FM放送        |                    |         |             |                                                                                                | |
| 中継局        | 呼出符号           | 周波数  | 空中線 電力 | 聴取可能エリア                                                                                 | 備考 |
| 名古屋        |                    | 92.9MHz | 7kW         | 愛知県のほぼ全域、岐阜県美濃・三重県北中部                                                     | 2015年5月13日予備免許交付、 同年10月1日 9:00（JST）から本放送開始。 ステレオ放送。 周波数の案内では名古屋親局とともに案内されている。        |
| 豊橋FM        |                    | 91.0MHz | 50W         | 豊橋市とその周辺都市の一部(約348,000世帯)                                                      | 2024年1月9日予備免許交付。同年3月25日の放送開始（4:45JST）から本放送を開始した 周波数の案内では名古屋親局→三国山補完FMの後に案内されている。 |

※豊橋・新城・恵那・下呂・上野の各中継局の運用休止中に災害等が発生した場合、運用を再開するが、放送再開には一定の時間を要する。また、いずれのAM中継局も運用休止期間を延長することがあり、最終的には廃止する可能性がある。
備考
- 中継局のうち、恵那局と上野局は合併により東海ラジオの中継局として継承された（前者GHK→ラジオ東海、後者ラジオ三重→近畿東海放送）。
- FM補完中継局を親局に転換することになった場合、現行親局の七宝送信所はAM補完中継局に転換して継続すると発表している。

## 聴取可能エリア
放送対象地域は上記に加え滋賀県の全域、奈良県のほぼ全域、および静岡県、長野県、福井県、京都府、大阪府、和歌山県の一部の11府県としている。

## 使用しているスタジオ

### 本社
東海ラジオでの自社制作番組の放送は、本社ビル10階・11階にある以下のスタジオを使用する。
- Aスタジオ - 生放送対応スタジオ
  - （この間にミーティングルーム。窓から両スタジオブースが見える）
- Bスタジオ - 生放送対応スタジオ（副調整室にレコードプレーヤーがある）
  - ワイド番組では以上の2つを基本交互に使用する[注釈 27]。Aスタジオ・Bスタジオともに、スタジオ内のテーブルには、デスクトップパソコンが備え付けられている。なおこのパソコンはインターネットに接続してあるらしく、番組進行上インターネットを使用しなければならない場合等には、インターネットを使用しつつ番組を進行していることもある。
- C・D・Eスタジオ - 録音対応スタジオ （一部は裏送りの生放送にも対応）
  - このうちDスタジオは、2019年1月の中日ドラゴンズとのオフィシャルスポンサー契約に合わせ、同年春、東海ラジオプロ野球解説者の現役時代の写真や、7つの”隠れドアラ”が散りばめられた「ドラゴンズスタジオ」に改装された[79][80]。

その他、社内には以下のスタジオが存在する。
- ニューススタジオ - 東海テレビの報道デスク内に設置。番組内での定時ニュースを中心に使用する。
- 主調整室横のアナウンスブース - 野球中継の合間のアナウンス等に使用する[81]。
- 本社ビル9階会議室 - 観客を入れた番組の収録で使用する。 『きくち教児の楽気!DAY』が2017年10月から2018年3月末までここで公開生放送していた時は「楽気!スタジオ」という番組独自の愛称をつけられていた。

### 外部スタジオ
- ナゴヤドーム - 2部屋所有。1つは東海ラジオの本放送とNRN系列の全国ネットかビジターチームの本拠地がある放送局（LF・QR・ABC・MBS・RCC・STV・TBC・KBC）への同時ネット用で、もう1つは東海ラジオが裏送り制作を行う時や、系列局の実況アナウンサーとスタッフが来名して独自制作を行う時に利用する。なお東海ラジオを含め、ナゴヤドームの放送席は使用されていない場合、シャッターのような幕によって締められている。
- 中京競馬場 - 放送席が並ぶエリア[注釈 28] に所有。本社との間に遮るものがないため、専用線を設けず無線で送出している。
- 瑞穂陸上競技場（パロマ瑞穂スタジアム）（但し放送ブースに限りがある為、常設ではない）
- 豊田スタジアム

### 東京支社
- 東京スタジオ - 東京都千代田区内幸町の日比谷中日ビル（中日新聞東京本社と東京新聞、東海テレビ東京支社も同居）に設けられていた当時は、その近くに日比谷公園があることから「日比谷スタジオ」と呼ばれることもあった。東京スタジオでは、深夜番組を中心に多くの自社制作番組が制作されていた（この関係からか東京支社にも正社員のディレクターを含む制作スタッフが在籍している模様）。
  - 2007年（平成19年）3月5日から2週間の間改装工事（その間、東京スタジオ使用の生放送番組は中止か本社スタジオを使用）が行われ、本社スタジオとほぼ同等の設備となった。同年3月19日からは新しい東京スタジオからの放送が行われている。
  - 2020年（令和2年）12月31日をもって、46年間使用してきた東京スタジオを閉鎖[82]。東京支社を港区赤坂へ移転したが、その中にスタジオは設けられず、2021年（令和3年）1月18日以降は同じ赤坂にある貸しスタジオを利用し、収録を行っている[83]。

### 過去に存在したスタジオ
- 1961年（昭和36年）9月1日から2004年（平成16年）2月15日まで使用していた旧社屋には、第1 - 第8スタジオと東海テレビ内にニューススタジオが存在していた。
- 上記の沿革でも述べたとおり、1966年3月に「栄町サテライトスタジオ」をオープンする（ - 1971年4月）。以降は栄の地下街のクリスタル広場の日産ギャラリー（1970年10月10日 - ?）、名古屋駅前の地下街・ユニモール（1970年11月1日 - ?）、名鉄セブン（現・ヤマダ電機LABI名古屋）、東レシャンピア（現・シャンピアポート）、太陽サウンドオン、JRセントラルタワーズ（期間限定で他局と共同運営）にサテライトスタジオを設置していた。
- ナゴヤ球場（バックネット裏。現在は公式記録員室となっている）
- 愛・地球博長久手会場のメディアセンターにスタジオを設置。万博関連等の番組で利用されていた。

### 備考
- 旧本社時代の第1スタジオは、公開放送に対応する規模のスタジオだったが、現在の社屋では公開放送に対応するスタジオがないため、公開収録を行う場合は本社9階の会議室を使用する。また番組によっては、どのスタジオから放送しているかを告知することがある。
- 毎年3月に開催される名古屋国際女子マラソン→名古屋ウィメンズマラソンが近づくと、本社スタジオを『放送センター』として使用するため、A・Bどちらかの生放送対応スタジオを貸しきり、放送リハーサルを行う。この時だけ各ワイド生放送番組のエンディングになると、同じスタジオで次の番組の出演者がスタンバイしている。
- 東京スタジオが2007年に改装されてからは、テレビ電話のような機器で本社と東京のパーソナリティ同士が双方の様子を確認できるようになっている。

## Commuf@radio東海ラジオ
2005年4月4日から2015年7月末（更新は6月末）まで、中部テレコミュニケーションの光ファイバーインターネット回線Commuf@（コミュファ）のサイトでインターネットラジオを展開していた。

### 番組一覧
配信終了時点。

#### 毎週火曜日更新
ポッドキャスティング番組
- かにタク言ったもん勝ち〜BB編〜
  - ばばーずトークバトル
  - 絵本の時間おはなしマラソン

動画配信番組
- SKE48 1+1は2じゃないよ!（収録終了後のメンバーのトーク、配信終了後は YouTube に移行）

#### 毎週木曜日更新
ポッドキャスティング番組
- 宮地佑紀生の聞いてみや〜ち〜名場面〜

動画配信番組
- レポ・ドラ ムービーダイアリー
- SKE48 1+1+1は3じゃないよ!（配信終了後はYouTubeに移行）

#### 不定期更新
- ガッツナイター2015 実況名場面
- ガッツナイター 名場面（2005年 - 2014年）
- ガッツナイター1974〜2004プレイバック

#### 終了番組
- 兵藤ゆきのNYより愛を込めてBB（兵藤ゆきがMD片手に自ら取材。録音された音源はパソコンのメールを通じて東海ラジオスタッフ宛に送っていた。）
- 月と6扇子BB（火曜日更新）
- 小松さんと!小池さんもころんだ!!BB（木曜日更新）
- ライブラリ ガッツナイター2005（ライブラリ）
- ガッツナイター30周年（ライブラリ）
- 兵藤ゆき&タイムマシーン3号の2COOL!WednesdayBB〜ゆき姉の部屋〜
- 兵藤ゆきの東京より愛をこめてBB（上記『NYより愛を込めて』の東京版）
- 名古屋グランパス青山隼のアオジュン!（ - 2008年5月23日） →名古屋グランパス津田知宏の"津田でございます!"（同年5月30日 - 2010年1月途中まで）
- 月間BB
- RAG FAIRよ〜すけのブランニューR BB編
- 流石の源石BB
- サンデー・イン・ザ・パークBB〜役に立たない外国語講座〜
- 山浦ひさし 全力疾走BB〜反省会〜
- 米倉千尋のSMILE GO LUCKY
- TV Game Radions X（休止中）
- 普天間かおりのアハハでウフフBB
- やまドル!BB
- うたまろっ!BB
- 黒田治ラジオランデブーBB
- アナ4!!
- 松本恵奈のエナリズムBB
- 小島一宏 一週間のごぶサタデーBB
- 多田木・川島 茶の間でショウBB
- 天野良春“ダウト”
- 古池鱗林のダイナマイト講談
- 山浦ひさし 月ROCK!!!!!!BB
- 青山紀子のベジフル

### その他
- 2005年8月25日 - 9月25日には、特別番組として『東海ラジオスペシャル"WE LOVE THE EARTH"』が配信された。
- 2005年11月15日 - 29日には、『流石の源石』の特別番組として『流石のケアンズ』（映像付）が配信された。
- 上記の番組以外にも、特別番組が配信される事があった。

## 時報

### 時報CM
- ラジオ時報CMのスポンサーは、これまでに小林脳行、愛知日産、IDO（現在のau）、東海東京証券、ローソン、チタカ・インターナショナル・フーズ、中駒産業、ヨドコウ等があったが、一時全くない時期もあった。

#### 現在（2024年7月時点）
- 偶数時 - 中部飼料[注釈 29]
- 奇数時
  - 5時・9時・13時・17時・21時・1時は飯田グループホールディングス
  - 7時・11時・15時・19時・23時・3時はP・C・Gテクニカ[注釈 30]

#### 過去
5時・9時・13時・17時・21時・1時は、
- 2009年2月から2011年まではユニー（現在のファミリーマート）「ピアゴ」
- 2011年から2021年5月まではピックルスコーポレーション「ご飯がススム」
- 2021年6月から9月まではティーバイティーガレージ（アナウンス：前野沙織）
- 同年10月はスポンサーなし（「ドラゴンズステーション」のステーションジングルの後、源石和輝による時報アナウンス）
- 同年11月はケンコー「サンカラーマックス」（アナウンス：前野沙織）[注釈 31]
- 同年12月は横浜ゴム「iceGUARD7」（アナウンス：前野沙織）
- 2022年1月から3月まではトゥーコネクト「Airdog」（アナウンス：前野沙織）

## INFORMATION（ニュース・天気予報・交通情報）
現在では、ニュース・天気予報・交通情報のすべてにおいて特定のBGMを流している。
提供がつく場合、各コーナーの開始ジングルに乗せて「supported by 〇〇（スポンサー名）」の提供アナウンスが挿入されたあとに本編が開始となる。また、この場合はCM終了明けに、開始時と全く同じジングルと提供アナウンスがもう一度放送される。

### NEWS（中日新聞ニュース）
- ジングルや当局のタイムテーブルでは「NEWS」と呼称・表記されるが、開始時に「中日新聞ニュースをお伝えします」と伝えてからニュース原稿を読み始めることが多い(2022年4月3日から同年9月25日までの土日では、BGMに乗せて英語で「中日新聞ニュース」と発音した音声が流れたあと、ニュース原稿を読んでいた)。
- ニュースは長らくBGMがつかなかったが、2022年4月3日から土日限定、同年9月26日からは全曜日でBGMを流すようになった（BGMは2022年4月3日から同一のものが使われるが、同年9月26日以降はBGMのループする箇所が若干変更された）。

### WEATHER INFORMATION（天気予報）
- 基本的に日本気象協会中部支社や民間気象会社から直接伝えるのではなく、情報提供元からの情報をアナウンサーが定時ニュースの次に伝える形態を取っている。ただし、月曜 - 金曜の朝ワイド（8時台）は日本気象協会中部支社から直接情報を伝えるほか、台風が放送エリアに近づいている場合も、気象協会から直接情報を伝える場合とアナウンサーが伝える場合がある（台風情報のスポンサーは、ニッショー〔2006年までは、JA共済〕）。
- 2019年3月までは『東海ラジオ天気予報』。2019年4月1日 - 2022年9月25日までは『ドラゴンズステーション東海ラジオ天気予報』としていたが、2022年9月26日の、番組の大幅刷新と同時に、名称が「WEATHER INFORMATION」に変更された。
- BGMは以下の通り。
  - 2019年3月までのBGMは『ありす in Cyberland』の使用曲「Peaceful everyday」。
  - 2019年4月から2022年3月までは、平原綾香『Radio Radio』（開局60周年記念ソング）
  - 2022年4月から2023年3月までは、Penthouse「流星群」
  - 2023年4月から2024年3月までは、tonun「merry-go-round」
  - 2024年4月からは、グソクムズ「ガーリーボーイ」

### TRAFFIC INFORMATION（交通情報）
- 情報は、名古屋市内（通称：JARTIC名古屋センター）と一宮市内（通称：一宮センター、JARTIC高速一宮センター）にそれぞれある日本道路交通情報センターからで、平日・土曜日の午前ワイド - 夕方ワイドは基本的に交互に、朝ワイド・日曜日は名古屋センターからとなっている場合が多い。以前は一部時間帯を除き、日中はニュースと天気予報の後に各番組のパーソナリティからセンターにいる担当者に振る形をとっていたが、2022年9月26日以降はジングルが流れた後ですぐに担当者が話し始め、各番組パーソナリティに戻すことなく終了する形式に変更された。早朝（6時台）や18時前後の情報[注釈 32]では、基本的にアナウンサーがスタジオから情報を読み上げる形となっている（一部を除く）。一部番組を除き、他局が行っているような次に交通情報が放送される時刻の告知が行われない。
- 2019年3月までは『東海ラジオ交通情報』。2019年4月1日 - 2022年9月25日までは『ドラゴンズステーション東海ラジオ交通情報』としていたが、2022年9月26日の、番組の大幅刷新と同時に、名称が「TRAFFIC INFORMATION」に変更された。
- 一宮からの情報は、情報センターの性質上高速道路に関する情報が多いため、夕方ワイドの17時台に設置された専用枠では「ハイウェイ速報」と名称を変えて放送していた。これは「ドラゴンズステーション〜」と変更した後も変えることはなかったが、2022年9月26日の、番組の大幅刷新と同時に、名称が「HIGHWAY INFORMATION」に変更された。
- 年末年始の交通情報はそれぞれ「年末交通情報」「お伊勢さん初詣交通情報」（通常の交通情報と異なり、伊勢神宮周辺の交通情報を先に伝える）などと題し、通常の道路交通情報に加えて年越しの帰省や初詣などで込み合う各地の道路の込み具合を放送する。
- 名古屋モーターショー開催時は「モーターショー駐車場情報」として会場周辺の駐車場の混雑状況を放送する。
- 1992年のステレオ放送開始までのBGMは服部克久「パース」。なお中京広域圏では1980年代末まで交通情報にBGMがつくこと自体がなく、本曲が使われたのも数年である。
- 源石和輝（東海ラジオアナウンサー）がパーソナリティを務める番組（「源石和輝 ひるカフェ」や「源石和輝! 抽斗!」等）では、交通情報後に自ら鉄道情報を入れていた。

## キャッチフレーズ・ジングル

### 現在使用されているキャッチフレーズ・ジングル
- 「TOUCH YOUR HEART TOKAI RADIO」（タッチ・ユア・ハート トウカイ・レディオ[注釈 33]） - 2022年9月26日の放送開始から用いられているジングルである。男女複数名のボイスが使用されている。なお、「TOUCH YOUR HEART」は現在の当局のキャッチフレーズである。
- 「929 TOKAI RADIO」（ナイン・トゥー・ナイン トウカイ・レディオ[注釈 33]）- 2022年10月1日から用いられている歌のジングル。4種類存在する（12月にはクリスマスバージョンのジングルも放送される）。
- 「65th ANNIVERSARY TOKAI RADIO」 （シックスティ・フィフス・アニバーサリー・トウカイ・レディオ[注釈 34]） - 2024年4月1日より放送開始から用いられているジングル。2025年4月に開局65周年を迎えることを記念し制作された。こちらも複数パターン存在する。

### 過去に使用されていたキャッチフレーズ・ジングル
- 生活をリズムに乗せる 東海ラジオ（開局時にキャッチフレーズを募集した時の入選作の一つ）
- ニューライフ ニューメディア
- 心・ふれあい（ジングルはニューライフ…時代の曲を流用）
- パワフル ユメフル
- ラジオ!チャチャチャ
- ラジオとラブラブ（1997年）
- 聞いちゃお!ワクワク
- 元気、あげる!（一般公募の中から選ばれた）
- 開局45周年記念ジングル（45周年の記念として制作されたラップ調ジングル。MONKEY MAJIKが制作に加わり、3パターンあった）
- ありがとう50年 ラジオにかえろう - 開局50周年記念キャッチコピー。2009年4月1日より1年間限定での使用となる。広告等には開局50周年トータルアドバイザー・さだまさし直筆の文字が使用されている。同年4月中旬頃に「安蒜豊三 夕焼けナビ」でさだが歌うイメージソング「霧に消えた初恋 〜Radio Days〜」が初OAされて以降は適時同曲を使用したジングルが放送されているが、やや長めのジングルであることからか、他のジングルなどと比べると放送頻度は少ない。
- TOKAI RADIO Go Go（oの中に5が入っている） - 開局55周年記念のキャッチフレーズ。
- 「トーク・愛・ラジオ」[注釈 35] - CMで「愛」が関連した曲を2 - 3曲流し、最後に「愛のあるラジオは東海ラジオ。トーク・愛・ラジオ」と川島葵アナ（当時）が言っていた。
- 「JOSF TOKAIRADIO 1332 AM STEREO（ジェイオーエスエフ、トウカイレディオ[注釈 33]、ワンスリースリーツー、エイエムステレオ）」[注釈 36]
- 「あなたへ!明日へ!東海ラジオ」 - かつては主に1日の放送の基点となる午前5時の時報直後に必ず流れていた。こちらもモノラル化以降に復活し、期間限定「ぶっつけワイド」復刻版の放送開始前には必ず流されていた。
- 「トップ東海 東海ラジオ」 - 以前ほどは放送されなくなったが、現在でも時折放送されるジングル。社歌の歌詞の一節でもある
- 「1332 東海ラジオ」 - 2022年9月25日まで存在した各ステーションジングルの中で一番使用される頻度が高い。現在の周波数になった時からアレンジを変えて使用している。初期バージョンは「1330」時代末期と全く同じであった。モノラル化以降初期バージョンが復活し、不定期で流れることが多い。以前は東海ラジオのサイトのトップページからロゴの入った動画と共にこのジングルが流れていた。
- 「TOKAI RADIO・TOKAI RADIO」[注釈 33] - 開局55周年の2014年頃から2022年秋改編まで使用されていた。外国人の男女が登場する。
- 「AM1332くっつく!!FM92.9」 - 2015年10月1日のFM補完放送開始時より使用されているキャッチフレーズ。「くっつく!!」はFMの周波数92.9MHzから来ている。
- 「TOKAI RADIO 92.9FM（トウカイレディオ[注釈 33]、ナインティ・ツー・ポイント・ナイン・エフエム）」 - 2015年12月頃から2022年秋改編まで使用されていた。

## 放送事業以外の関連イベント

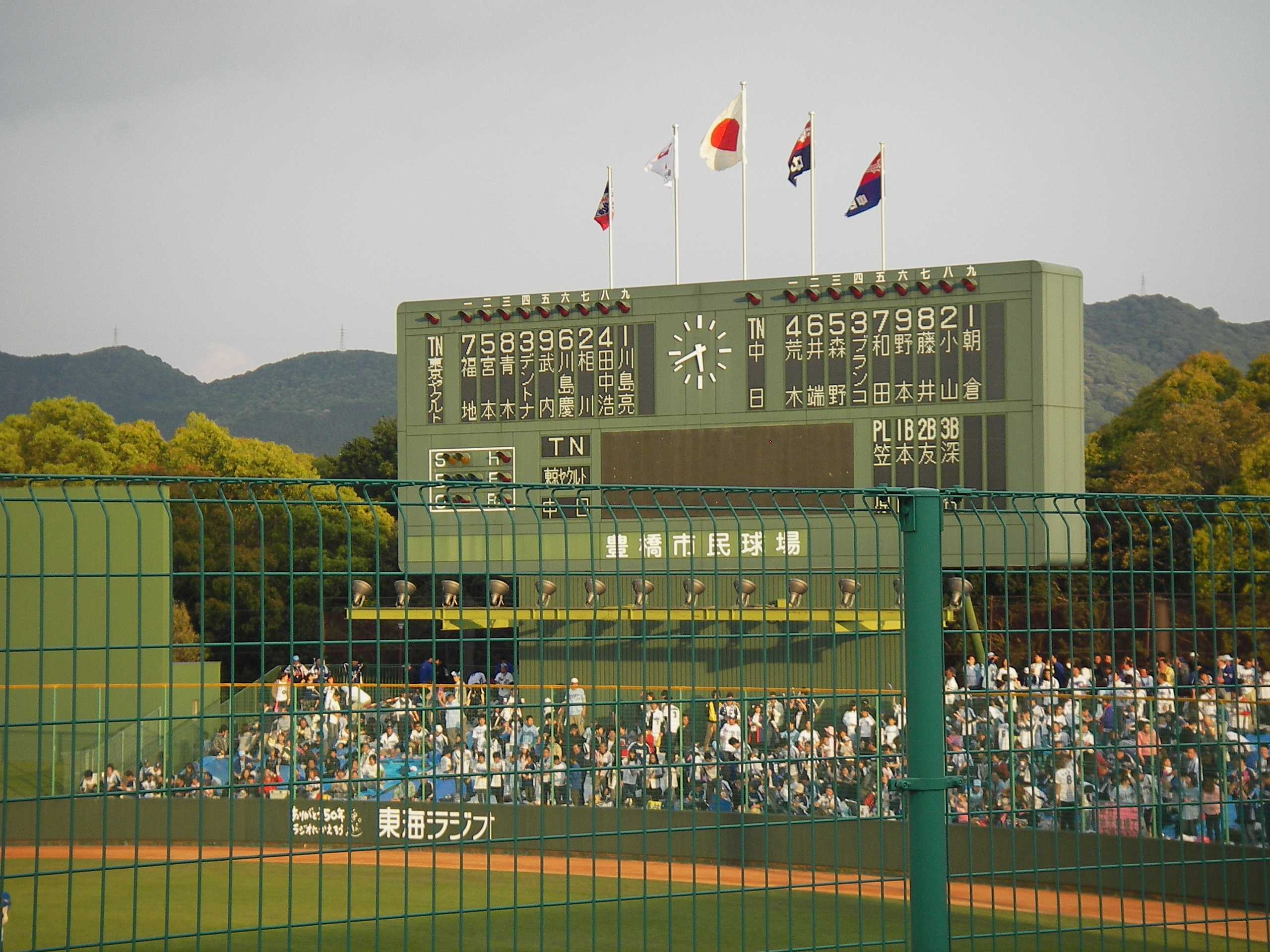
豊橋市民球場開催試合時の東海ラジオ自社広告（画面中央）と社旗（日本国旗の左隣）

### 現在

#### スポーツ
- ナゴヤドームで主催する中日ドラゴンズの試合前の、スピードボールコンテスト

イベントではないが、ナゴヤドームで主催する中日ドラゴンズの試合でのドラゴンズのスタメン発表・スピードボールコンテストの司会進行の場内アナウンスを、スポーツアナウンサーが担当している（スタメン発表のアナウンスは、2014年シーズンより球団側がスタジアムDJ（堀江良信→長谷川巧）を用意した為、やらなくなっていたが、2016年3月29日 - 31日は長谷川がインフルエンザで休養していた為、久々に担当した）。
- 中日ドラゴンズのプロ野球公式戦（豊橋市民球場で開催）の試合を開催している（2004年 - ）[注釈 37]。
- 東海ラジオ ガッツナイター感謝の夕べ（毎年シーズンオフに優秀選手の表彰式などが開催されているが、スポンサー企業等向けということもあり、一般は参加できない。この模様は開催された翌日の中日スポーツで掲載されることが多い）
- コカ・コーラ東海クラシック（毎年10月第1週に三好カントリー倶楽部・西コースで開催される男子プロゴルフトーナメント。東海テレビとの共催による）

#### コンサート
- 新春なごや歌謡祭 - 毎年1月中旬に日本特殊陶業市民会館フォレストフォールで開催。（主に東海ラジオで冠番組をもっている）若手演歌歌手と地元を拠点とする演歌歌手を中心としたコンサートで、松原敬生が社長を務める関連会社・東海パックも主催となっており、松原自身が司会を担当する。
- 松山千春、さだまさし（妹の佐田玲子、同じ所属事務所のチキンガーリックステーキも含む）、ゆずなどを開催・後援する。一方でモーニング娘。等アイドル系は他局が開催したりするため行われていないが、a-nation（エイベックスが主催）は2007年を除き開催に協力している。なおコンサート等が近いと、番組内で電話先行予約をやったり、開催告知CMを流したりする。
- 番組編成と比例してか、アニラジ関連のイベントを催す事がある。
  - 創立35周年記念事業には名古屋レインボーホールにて『mamiのRADIかるコミュニケーション』の公開録音・小森まなみコンサートを企画。全国から7000人のリスナーが集まり大成功を収めた。

#### その他
- 名古屋モーターショー（2年に1回、ポートメッセなごや（名古屋国際会議場）で中部経済新聞社、中日新聞他と共同開催）[注釈 38]
- 名古屋城宵まつり → 2007年度の主な内容
- サンタクロースからの手紙（申込者に、実際にスウェーデンのサンタ村から手紙が届く）
- ボリショイサーカス[注釈 39] などのサーカスの主催・後援（他局よりも関わる事が多い）
- 全国ナイスミドル音楽祭（本大会の後援・運営協力及び中部ブロック大会を実施）
- 映画試写会[注釈 40]
- 高等学校ラジオ作品コンクールの実施・優秀作品などの放送[注釈 41]
- 東海・東南海・南海大地震キャンペーン
- 東海ラジオ大感謝祭
  - 開局55周年の2014年より、オアシス21・銀河の広場にて毎年9月末に開催。公開生放送・録音や、協賛企業によるブース出展などが行われる。連動して、大須夏まつりでの公開録音も実施される。
- 関係のある東海テレビや、中日新聞社などが主催するイベントに後援・協賛することが多い。
  - 年間を通してさほど多くはないものの、メ〜テレ・中京テレビ・テレビ愛知（長良グループ新春演歌まつりなど）が関連するイベントに関係することがある。

### 過去
- 全国フォーク音楽祭
- 東海ラジオゴールデンウィークフェスタ[注釈 42]
- 東海ラジオ放送一宮ハウジングセンター -  愛知県一宮市朝日町。1976年（昭和51年）12月 - ?。
- 全国選抜名古屋大花火（全国でも有数の花火大会で、東海ラジオに出演するパーソナリティーが担当したメッセージ花火なども行われた。2005年に愛・地球博の開催される影響で、警備する警察等が減少することにより中止されて以降、開催されていない）
- 東海ラジオ杯争奪定期戦（1962年 - ?年。2004年から豊橋で年1回開催されているプロ野球公式戦とは異なる興行で、東海地方の各地で年1試合中日戦を開催していた）
- ドラゴンズカーニバルファン感謝デー（1981年 - 2003年。イベント自体は主催を球団に変更し、現在も行われている）
- 鈴鹿8耐（? - 2007年。参加地元チームとラジオ局とタッグを組んでの応援企画。東海ラジオでは毎年この企画に、1つのワイド番組と参加地元チームとタッグを組んで応援企画を実施している。なおレース当日は会場から競技の模様がリポートされている）

など

## 現在のアナウンサー

### 常勤
2017年3月までに契約アナウンサーがすべて退社したため、同年4月からは正局員だけで構成されている。年長のアナウンサーの中には役員・管理職として経営と兼務する者もいる。2018年10月よりこれまで別の部署に異動していた数名の元アナウンサーが現場に復帰している（★印の人物はスポーツアナウンサーも務める）。
2013年の井田勝也（他部署へ異動）・前野沙織（退社）の入社以来、正社員のアナウンサー採用は行われていない。
男性
- 北山靖（1986年入社、正社員としての定年を2022年3月に迎えてからも嘱託扱いで勤務。同年までは★）
- 安蒜豊三（1989年入社、1992年から1998年頃まで営業職、2016年12月から2018年9月まで管理職としてアナウンス業務から一時離脱。2024年4月から東海テレビ『ニュースONE』のメインキャスターに就任）[86]
- 村上和宏（1991年入社）★
- 源石和輝（1995年入社、一部の番組ではディレクターを担当。 2023年からガッツナイターベンチレポーターも担当、2024年9月からは実況も担当）★
- 大澤広樹（1998年入社、2019年4 - 12月には『大澤広樹のドラゴンズステーション』でパーソナリティとプロデューサー、2023年7月1日以降はアナウンス職と本社営業局の営業職を兼務）★
- 森貴俊（2000年入社）★
- 吉川秀樹（2007年入社、2013年1月から2018年9月まで制作部でディレクター業務へ専念した後に、スポーツ中継・関連番組ディレクターとの兼務扱いで2018年10月からアナウンス業務を再開）★

女性
2024年12月に山崎聡子が退社して以降、女性の常勤アナウンサーはいない状況となっている。

### 非常勤
自社のアナウンサー不足を補うため、タレント事務所などからアナウンサーの派遣を受けスタジオ業務（提供読み、天気予報、交通情報コーナーの進行）に従事させている。
早朝勤・夜勤は長く採用しているが、2010年代半ばより自社アナウンサー削減を急ピッチで進めたことにより平日日中でも非常勤アナウンサーに委ねる機会が増加していた。2022年10月の放送体制一新以降は外部事務所からのアナウンサー派遣がさらに増加している。
なお、放送休止時間帯やアナウンサー不在の時間に災害など緊急性を有するニュースが発生した場合は、宿直の管理職（事業・営業職や制作スタッフも含む）がニュース・情報をアナウンス担当できるような体制が敷かれている。

#### 早朝勤
- 月曜日、水曜日：早川ひろみ
- 火曜日、木曜日：上原壮
- 金曜日：櫻井靖子 - 2023年3月末より金曜のみ『GRooVE929』内の8時台の『NEWS』を担当[87]
- 日曜日：西尾未来子

いずれもNTB所属の契約アナウンサー。

##### 過去
- 平日：高島美奈 - 『GRooVE929』内の8時台の『NEWS』を担当
  - 2022年9月以前は、『安蒜豊三 きょうもよろしく』内5:55 - 6:00の『中日新聞ニュース・東海ラジオ天気予報』を担当
  - 2017年9月以前は『原光隆 はやバン!』内の『JFマリンバンク海の天気予報』も担当。
  - さらに以前には、朝6:15 - 6:30の『Shiny Morning』も担当。
- 土・日曜：佐久間美紀［旧姓：新居田］ - 朝9時台までのニュース・天気予報を担当
  - 稀ではあるが、ラジオショッピングのナビゲーターなどで自主制作のワイド番組に出演することがある。
  - なお、以前はアナウンス課所属の常勤契約アナウンサーで、『気分はほっと』や『今夜もやっぱりFUNKYパジャマ』などを担当していた。

2023年4月現在はともに契約終了に伴い出演していない。

#### 夜勤
野球シーズン中は、野球中継中のスタジオ業務（提供読み、天気予報、交通情報コーナーの進行）、平日 21:00 - 21:30の『ドラゴンズステーション』（同名のワイド枠とは別番組）や、野球中継延長による番組変更の告知などを担当していた（東海ラジオ所属アナウンサーも担当する）。2023年からは前述に記載されているように『ガッツナイタープラス』として今までと同じような番組進行をしている。

##### 現在
- 浅野麻衣（2023年 - ）
- 笠井ゆかり（2023年 - ）
- 坂田奈央（2024年 - ）
- 下岡陽子（元東海ラジオ常勤契約アナウンサー、2024年 - ）
- 山本愛美（2025年 - ）
- 篠田陽子（不定期）
- 木下愛子（ポッシブル所属、2024年 - ）
- 北山靖（東海ラジオアナウンサー・嘱託）
- 平松伴康（ポッシブル所属、『ガッツナイター』前座番組の『Live Dragons!』DJだが、聴取率調査週間などの特別編成時に『Live Dragons!』から引き続き担当する事がある）

北山・木下・平松を除き、NTB所属の契約アナウンサー。

###### 過去
2022年までは以下の体制であった。
- 相川真一（火曜）
- 篠田陽子（水曜）
- 西金之助（木・金曜）

#### 日中
2000年代半ばより、中日ドラゴンズが（原則）試合を行わない月曜に番組を担当しないアナウンサーを休ませるため日中のスタジオ業務を担当させるため月曜のみ採用してきたが、その後、自社アナウンサー削減が進みスタジオ業務担当の不足が恒常化し、外部のアナウンサーが持ち回りで担当していた。2020年は東海ラジオOBの酒井以外は同社所属の常勤アナウンサーが担当している。
- 北山靖（土・日曜、東海ラジオアナウンサー（嘱託））

##### 過去
- 酒井弘明（土・日・月曜、元東海ラジオアナウンサー、2020年3月～2022年?）

### バーチャルアナウンサー
- 東桜（ひがし さくら - 共同通信社の「放送原稿読み上げシステム」およびエーアイの「AITalk WebAPI」を使用し、2020年9月28日より『安蒜豊三 きょうもよろしく』でのニュース読み上げを担当[88][89]していた。2022年9月からは『GRooVE929』の東桜 World Topicsを担当。）

### その他
近年、関連会社である東海テレビ放送所属のアナウンサーが当局の番組に出演する機会が増加している。一方で東海ラジオ所属のアナウンサーが（東海テレビも含め）他の地上波メディアへの出演機会も増加している。
- 元々2016年4月に高井一がメインパーソナリティを務める『高井一 スイッチ・オン!』が放送を開始したことが契機で、高井の不在時など東海テレビのアナウンサーが出演することもあった。
- その後、2022年4月から同じく高井をメインパーソナリティとする『ONE STYLE』が土曜夕方帯番組として放送を開始し、第4・5週は高井以外の東海テレビアナウンサーも週替わりの形で共にパーソナリティーを担当している。
- 一方で2023年9月より、東海ラジオ所属アナウンサーの安蒜豊三が、東海テレビ『ニュースOne』の金曜日レギュラーとして出演を開始[90]し、2024年4月よりメインキャスターに就任した。
- 2022年のプロ野球シーズンからは『ガッツナイター』にも東海テレビのスポーツ担当アナウンサーが出演し、実況・ベンチレポーターを担当する機会が増加している。同年8月21日に森脇淳が初めて同番組内での野球実況を担当した。
- 一方で先んじて2019年から、テレビ愛知『10チャンベースボール』に東海ラジオ所属のスポーツアナウンサーがベンチレポーターとして起用されている。
- 2024年8月1日放送の「Paradise」の中で、10時台の定時ニュースを東海テレビ所属の森夏美が担当したのを皮切りに、東海テレビアナウンサーが定時ニュースを担当することがある。

## 過去のアナウンサー
現在は同社に在籍しない主なアナウンサーを列挙する（配列は入社年月順）。
なお、2000年代以降退職したアナウンサーが読んだCMは、東海地方他局への移籍または物故者を除いて、そのまま放送されている。

### 男性
- 矢橋昇（1958年 - ?）
- 横井功司（1961年 - ?）
- 小野修身（1963年 - ?）
- 町田吉史（1965年 - 2003年）
- 犬飼俊久（1967年 - 2007年 常務取締役兼東京支社長就任によりアナウンサー職を離れる。2009年6月に退職。その後は尾張温泉などを運営する関連子会社・東放企業社長を経て、フリーアナウンサー。アナウンサー時代は、入社初期を除きスポーツアナウンサーとして活躍していた）
- 松原敬生（1968年 - 2004年 定年退職。東海テレビ関連会社「東海パック」社長兼フリーアナウンサー。フリー転向後は『松原敬生の日曜も歌謡曲』などを担当。2019年6月末をもってアナウンサー・パーソナリティ業から引退。2020年11月25日、76歳で死去）
- 梅村勝彦（1968年、退職後フリーアナウンサー、故人）
- 天野良春（1970年 - 2007年 定年退職。2019年3月まで『あまタク商売繁盛!てんてこまい!』を担当していた。現在もフリーとして不定期に出演機会あり）
- 沢田孝（1970年 - 2009年。アナウンサーとしてスポーツ課長→報道部長→ニュースデスクを歴任）
- 亀関開（1971年 - 、現在は東海地方を中心にフリーのスポーツアナとして活躍）
- 佐枝一史（1973年 - ?）
- 酒井弘明（1978年 - 2020年 2015年2月の定年退職後嘱託社員として再雇用。2020年2月をもって退社後もニュース等で引き続き出演（前述）[93][94]）
- 御法川法男（みのもんた）（文化放送退職後の1979年から、実父が当時経営していた日国工業に営業職として勤務しながら、契約アナウンサーとして定時ニュースを数年間担当していた。他の番組を担当することも打診されたが「文化放送とは雰囲気が違う」と固辞していたとも言われる。2025年3月1日、80歳で死去）
- 原光隆（1983年 - 2019年 定年退職。在職当時は一時事業部所属としてアナウンサーから外れた時期あり。退職後はフリーとして『歌謡曲主義』などを担当したのち、現在は『first touch』安蒜休暇時の代打を年数回担当）
- 鈴木光裕（1984年 - 1991年 元福島テレビ・テレビ大阪、1992年から文化放送へ移籍した後に、フリーのスポーツアナウンサーへ転身）
- 河路直樹（RKB毎日放送を経てフリーのスポーツアナウンサー）
- 早川佳樹（1994年 - 2004年 異動によりアナウンサー職を離れる。現在は営業職として在職。東京支社在籍時の2009年11月放送の『ラジオふるさと便』にラジオマンとして登場した）
- 折出賢一（2001年 - 2020年、土日夜勤担当契約アナウンサー、2007年途中からFMとよたのグランパス・ホーム戦実況担当日と重なる場合は、他の曜日のアナウンサーが代わりに担当）
- 福本晋悟（2009年 - 2011年1月。2011年2月にアナウンサーとして毎日放送へ移籍した。在籍中から関心の高かった災害報道の研究で、毎日放送のアナウンサー時代に修士の学位や学術関連の表彰を受けているが、2022年7月の人事異動でアナウンサーとしての活動を終了）
- 井田勝也（2013年 - 2022年 一部の番組ではプロデューサーを担当。2022年12月より東京支社・営業へ異動）

### 女性
常勤契約アナウンサーは後述。
- 蟹江篤子（1971年 - 2009年 定年退職。現在も『かにタク言ったもん勝ち』を担当）
- 堀田美也子（1973年 - ?）
- 安藤いつよ（1973年 - ?）
- 山崎聡子（1999年 - 2024年、2015年11月から2018年9月まで制作部でディレクター業務へ専念した後に、ディレクターとの兼務扱いで2018年10月からアナウンサーへ復帰。ただし、同時に復帰した吉川と違って、復帰後も主にディレクターを担当）
- 川島葵 （2005年 - 2012年 退社後はフリーとして東京へ拠点を移す）
- 前野沙織（2013年 - 2023年）

### 常勤契約アナウンサー
出典：。入社時順に掲載。★は2024年6月現在で東海ラジオの番組に継続して出演
- 石川嘉子（1976年 - ?）
- 豊田葉子
- 森勢津子
- 田中里美
- 深田頼子
- 小椋みどり（1980年 - ?、鈴木光裕と結婚後退職）
- 大手通恵（1980年 - ?）
- 山本真弓（1980年 - ?）
- 代田登美子（1980年 - ?、現在は有泉慶美の名でフリーアナウンサーとして活躍）
- 小島愛理（1984年 - ?）
- 鈴木恵美（1984年 - ?、タレント佐田玲子のマネージャーと結婚後退職）
- 久保田玲子（1984年 - ?）
- 菅井恵佳
- 宇田眞理子
- 奈良まなみ（1990年 - 2004年 現在はフリーアナウンサー）
- 新居田美紀（現姓：佐久間、前出の通り現在は土・日曜早朝勤契約アナウンサー、早朝帯の定時ニュース・天気予報を担当）
- 古橋美幸（タクマとの結婚を機に退職。現在はタクマの活動をサポート。時折イベント宣伝のため出演あり）
- 相羽としえ（1993年 - 2004年 退社後はフリーアナウンサー、スポーツニッポンなどでコラムを書くなどとして活動すると共に、ショッピングキャスターとして不定期に出演していた。現在は沖縄県与那原町議会議員の傍ら、『Paradise』金曜の「ハイサイ〜沖縄」に出演[96]。2021年5月2日にオリンピックの聖火ランナーを沖縄県の代表の一人として走っている。）★
- 谷川明美（1993年 - 2007年 在職中に死去）
- 青山紀子（1995年 - 2017年3月）
- 深谷里奈（1996年 - 2017年3月）★
- 佐藤友香（1996年 - 2012年 退社とともに放送業界を引退）
- 由利真也（2003年 - 2005年 契約満了とともに退職。現在はタレントとして活動）
- 浅田若菜（2005年 - 2007年 契約満了とともに退職）
- 成田香織（2007年10月 - 2017年3月）★
- 角田智美（2008年4月 - 2011年3月　退社後テレビ新潟の契約アナウンサーを経てフリー）
- 山口由里（2008年 - 2014年 退社後、同局アナの森貴俊と結婚。フリーアナウンサーとして活動。現在も『POP!POP!KPOP!!』を担当）★
- 下岡陽子（2011年 - 2012年 元富山テレビ放送アナウンサー、退社後フリー、岐阜放送アナウンサーを経て、再びフリー。2024年から交代で平日夜の『ガッツナイタープラス』などのナイター中継のスタジオ業務を担当）★

## レポートドライバー
1982年4月、三ヶ根山（愛知県）と長谷山（三重県津市）に移動無線中継局が新設されたことに伴い、新たに2台のレポートカーが導入され、女性のレポートドライバーが8名採用された。レポートドライバーは2名1組で行動し、ワイド番組内に挿入される中継レポートコーナーを担当することとなった。当時は全員が「第三級陸上特殊無線技士」の資格取得が義務付けられていたという。
メンバーの変遷を経て2024年現在も活動しており、『DRIVER’S REPORT』（2022年9月までのコーナー名は『飛び込みマイク』）などの中継リポートコーナーなどを担当している。『DRIVER’S REPORT』は2024年1月現在月 - 金曜の14時台に放送されている。かつては2名1組で12時台・14時台・17時台に中継現場からリポートしていた。なお、稲葉浩美は2004年10月から2020年4月1日まで15年6か月の長きにわたり、レポートドライバーを務めた（最長在籍記録）。

### メンバー
2023年10月現在、下記の2名。全員がタレント事務所からの派遣。
- 薬真寺伽帆（タレント、2021年10月 - 、NTB所属）
- 彩葉玲央（タレント、2023年10月 - 、タレントオフィスともだち所属）

## ラジオカー

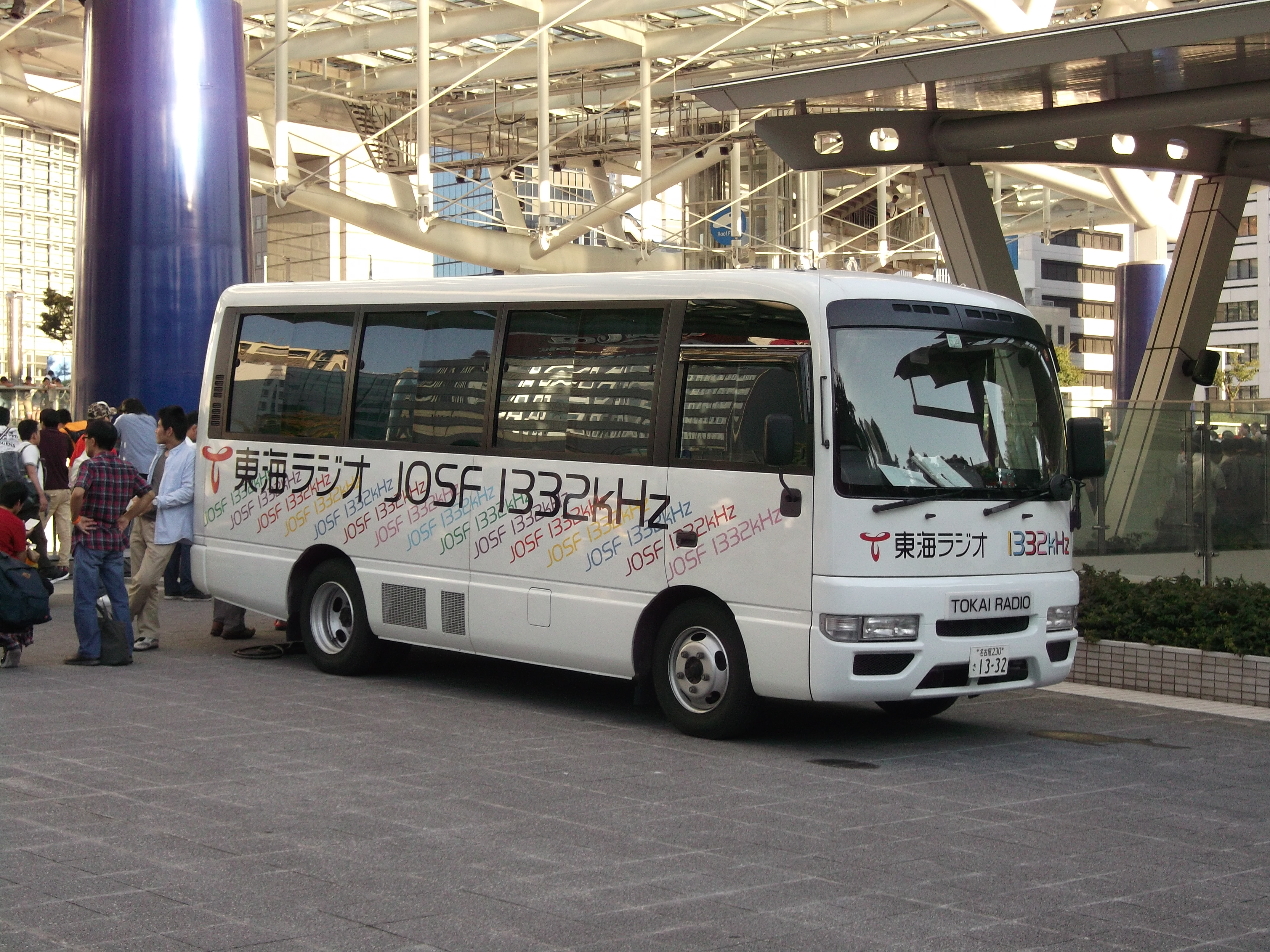
マイクロバス

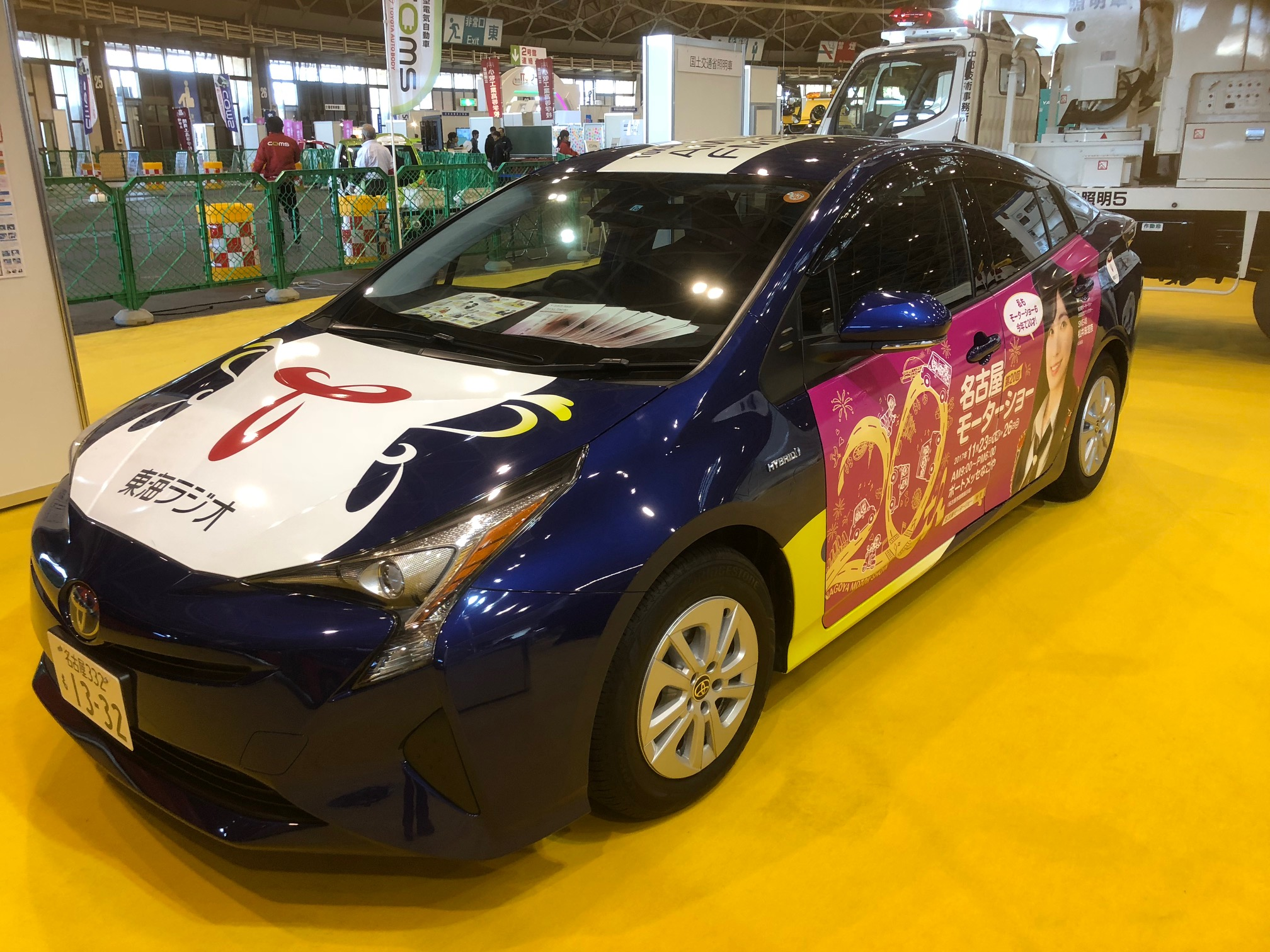
レポートカー（トヨタ・プリウス）

現在のラジオカーなどの中継車両はナンバープレートは「1332」で統一されているほか、鮮やかにペイントが施されている。

### 現在
- ラジオカー － トヨタ（現在はプリウス[99]）とボルボ（現在はV40[100]）の各メーカーの車両2台を使用している。近年は名古屋国際女子マラソン→名古屋ウィメンズマラソン実況生中継でも中継車として使用されている。
  - かつてはトヨタ・スープラや日産・フェアレディZといったスポーツカーを使用していた時期もあった。
- マイクロバス － 現在の車両（日産・シビリアン）は2005年から使用されている。公開生放送/公開録音等で見かけることが多い。
- トヨタ・アルファード － 中継車両ではないが、取材などで使用されている
- ワゴン車

### 過去
- スタジオカー － 1964年2月に全国で初めて導入する。
- ラジオワゴン（通称：ポピー） － たまご型の中継機材。
- セスナ機 － 下記のヘリコプターが導入される以前に使用されていた。
- ヘリコプター － 「愛称：そらら」。2001年10月1日から日本トラフィックサービス社と2年契約を結び、平日の朝夕の番組（朝は通勤時間帯を中心に7回。夕方は3回）に小川砂織のリポートにより上空から交通情報を伝える「そららリポート」で使用されていた。2002年3月28日・29日には、1921通の応募から選ばれた、9組18名の一般リスナーが、名古屋市内上空の旅を約20分楽しむという企画も行われた。
- 三菱・パジェロ － 2008年3月まで名古屋国際女子マラソン実況生中継で使用されていたほか、中継局などの点検・整備に向かうためにも使用されていたようである[注釈 44]。

## その他
- 自社番組放送中等におけるニュース速報（中日新聞ニュース速報）の割り込みは、独自の速報IDである。
- 他の中京地区の民放AM・FMラジオ局ではパワープレイがあるが、長い間東海ラジオでは実施されていなかった。2013年（平成25年）10月番組改編よりパワープレイ「RUSH HOUR!」を開始した。毎月3曲を約180回放送している[101]。
- 現在使用されている社屋が完成した際、スタジオを見学希望するリスナーを抽選で募集し、生放送中のスタジオなどを見学した。
- 同じ中日グループ傘下で、かつライバル局でもあるCBCラジオのことを『筋向いの局』と呼んだり、お互いの局でレギュラー番組を持っている出演者が番組のゲストに呼ばれなかったりなど、長年にわたり良好な関係とは言えなかった[注釈 45]。上記のような他局を先行する番組企画やイベントは、後から開局した東海ラジオが営業を少しでも有利に進める為に行っていたようである[注釈 46]。しかし最近は一部番組や出演者、統一キャンペーン等で連携することがあり、2007年（平成19年）2月25日の13:00 - 14:00、ナゴヤドーム10周年記念イベントの一環及びRADIO ON THE GO!〜ラジオといっしょに出かけよう〜のキャンペーンイベントとして、ナゴヤドームからの同時生中継番組を共同で放送した（タイトル:「聞けば聞くほど聞いてみや〜ち」協賛：東邦ガス）。過去にも他局が参加する同時放送はあったが、東海ラジオとCBCのみが参加するという放送スタイルは初めての試みであった。
  - その一方で、他の在名民放テレビ局（東海テレビ等）とは、イベントを共同で開催したり、（特にメ〜テレなど）ガッツナイターの実況音声が使用されることがある。
- 年に数回実施されている聴取率週間を聴いて元気週間としてリスナーに対しての様々な企画等を行っていた（過去には一部ワイド番組を中心に、『スペシャルウィーク』等として行っていた。また、2017年（平成29年）12月は『プレミアムウィーク』として実施）2022年秋の放送体制変更後は『SPECIAL WEEK』『SUMMER SPECIAL』『WINTER SPECIAL』などと称す。
- 2007年（平成19年）5月頃 - 2009年（平成21年）3月の毎月第2金曜日をSFの日と題して、該当する日になるとレポートドライバーがマイクロバスとともに東海地方各地へ出かけ、タイムテーブルなどを配る活動を行っていた。2009年は4月から「ラジオにかえろう、あなたの街にタッチ」と題して、月1回、レポートドライバーなどが土曜日に東海3県の各地へ出かけるという企画を行っていた。
- 1989年（昭和64年/平成元年）に創立30周年を迎え、それを記念して旧CIのロゴマーク〔東海ラジオの英語表記時の東海の頭文字T（赤色）をモチーフにデザイン〕が制定され、2024年現在も一部社旗などに使用されている。以前のロゴマークはSを二つ並べ（SS）、右側の真ん中に右上がりの斜線を入れた、コールサインのSFを現したものだった。
- 関係のある東海テレビや三重テレビで、東海ラジオの主催・後援するイベント、告知TVCMを放送することがある（過去に自社制作のワイド番組を紹介するCMが放送されたこともあった）。なおCMナレーションは、東海ラジオアナウンサーが担当する。この他、社外向けの広告活動として、名古屋を中心に営業エリアとしている東和交通のタクシーにガッツナイターの黄色いステッカーが貼られているほか、過去にはナゴヤドームの1・3塁側のカメラマン席のフェンスに広告が掲示されていた（ナゴヤ球場時代も同様の場所）。
- 広範囲にわたり受信できることからか、新聞に掲載される東海ラジオのラジオ欄は、放送対象地域の東海3県に限らず、東は静岡県から西は兵庫県までの地域の全国紙・地方紙に掲載されている。産経新聞の場合、東京本社版では静岡・長野・山梨の各県版に、大阪本社版では東海・三重版の他、京阪神など近畿地方と北陸3県の各府県版にそれぞれ東海ラジオの番組表が掲載されているほか、静岡県の地元紙である静岡新聞にも番組表が掲載されている。
- 東海テレビと報道部門が連携され始めた頃に、独自で『東海ラジオニュースクラブ』というリスナー参加型の制度を設けていた時期がある。参加しているリスナーが突発的事故の詳細を東海ラジオに連絡するというもので、名古屋市守山区の愛知用水工事現場で発生した生き埋め事故の際に、他局より速く事故の一報を伝えるといった、一定の成果は残していた。
- 緊急警報放送実施局で、試験信号発射は番組放送中に行われる。その際、番組パーソナリティが信号発射のアナウンスを行っている。（例として2014年（平成26年）8月1日の「矢野きよ実・山浦ひさし 太陽とバナナ」の中で、午前9時になる前に山浦ひさしがアナウンスを行っていた。）
- 社屋内は常時、放送の音声が流れている。
- 元々東海ラジオの社屋は中区南桑名町と東区松山町の2カ所をそれぞれ新社屋建設用地として買収していたが、東海テレビと姉妹関係にあった事から、結果として東海テレビの社屋を増築する事になったという（東海ラジオ放送二十年史より[102]）。
- 番組内のアナウンスやジングルでは「トウカイラジオ」「トウカイレディオ」と発音するが、メールの呼び込みをする際は「トカイラジオ」ないしは「トカイラディオ」と発音する。

## 関連会社
- 東放企業株式会社 - 尾張温泉東海センター（愛知県蟹江町）・湯本館（岐阜県下呂市）を運営[103]
  - 尾張温泉東海センターでは、以前は演芸ホールが併設されており、過去に「花の歌謡まつり」という歌謡ショー形式の公開録音番組が収録されていた（2013年3月31日放送終了）。現在は、日帰り温泉として運営している。
- 東海テレビ放送株式会社 - 元子会社。同じ社屋を1961年9月1日から現在に至るまで共用。

- 御嶽鈴蘭高原観光開発株式会社 - 1969年（昭和44年）6月4日設立[104]。鈴蘭高原におけるカントリークラブ・別荘地（岐阜県高山市朝日町）を運営[105]。かつてはスキー場（1969年12月オープン）も運営していたが、2005年（平成17年）のシーズンをもって営業を終了している[104]。2018年（平成30年）4月2日をもって、保有株式を株式会社佐合木材（岐阜県美濃加茂市）に譲渡した[106]。
- 東海ラジオ開発センター株式会社 - ワイド番組でオリジナルのラジオショッピングを放送していた。現存せず。

## 関係会社
- 中日新聞社[注釈 5]